# Tiruttani
Tiruttani là một thị xã của quận Thiruvallur thuộc bang Tamil Nadu, Ấn Độ.

## Địa lý
Tiruttani có vị trí 13°11′B 79°38′Đ / 13,18°B 79,63°Đ Nó có độ cao trung bình là 76 mét (249 feet).

## Nhân khẩu
Theo điều tra dân số năm 2001 của Ấn Độ, Tiruttani có dân số 38.502 người. Phái nam chiếm 51% tổng số dân và phái nữ chiếm 49%. Tiruttani có tỷ lệ 72% biết đọc biết viết, cao hơn tỷ lệ trung bình toàn quốc là 59,5%: tỷ lệ cho phái nam là 80%, và tỷ lệ cho phái nữ là 64%. Tại Tiruttani, 11% dân số nhỏ hơn 6 tuổi.